# Prototrachelocerca
Prototrachelocercidae
Famille
Genre
Prototrachelocerca, unique représentant de la famille des Prototrachelocercidae, est un genre de Ciliés de la classe des Karyorelictea et de l’ordre des Trachelocercida.

## Étymologie
Le nom de Prototrachelocerca est composé du préfixe prot- (du grec ancien πρό / pró, « avant », et τάσσω / tásso, « ranger », c'est-à-dire « ranger avant », et trachelocerca, par allusion au genre Trachelocerca, autre cilié de la famille des Trachelocercidae, littéralement « Trachelocerca primitif ». 

## Description
Lorsqu'il étudia la ciliature de Trachelocerca fasciolata, Wilhelm Foissner la considéra tellement singulière, par rapport aux autres espèces de l'ordre des Trachelocercida, qu'il décrit le nouveau genre Prototrachelocerca, ainsi que la nouvelle famille des Prototrachelocercidae ; cette dernière est peut-être, selon l'auteur, étroitement liée aux Loxodidae.

## Répartition
Les espèces de la famille des Prototrachelocercidae ont une aire de répartition mondiale, mais elles ont très rarement été décrites.

## Liste des espèces
Selon GBIF (15 février 2024) :
- Prototrachelocerca angustivittatus Borror, 1963
- Prototrachelocerca caudata (Dragesco & Raikov, 1966) Foissner, 1986
- Prototrachelocerca fasciolata (Sauerbrey, 1928) Foissner, 1996
- Prototrachelocerca fasciolata Sauerbrey, 1928

## Systématique
Le nom valide complet (avec auteur) du genre est Prototrachelocerca Foissner, 1996, celui de la famille Prototrachelocercidae Foissner, 1996.

## Publication originale
- (en) Wilhelm Foissner, « Updating the trachelocercids (Ciliophora, karyorelictea). II. Prototrachelocerca nov.gen. (Prototrachelocercidae nov. fam.), with a redescription of P. fasciolata (Sauerbrey, 1928) nov. comb. and P. caudata (Dragesco & Raikov, 1966) nov. comb. », European Journal of Protistology, Elsevier, vol. 32, no 3,‎ août 1996, p. 336-355 (ISSN 0932-4739, 1618-0429 et 0932-4739, DOI 10.1016/S0932-4739(96)80058-7, lire en ligne).